# Stillingiaöl
Stillingiaöl oder Stillingiatalg, auch Talgsamenöl oder Pflanzentalg und Chinesischer Talg, ist ein Pflanzenfett, das hauptsächlich von den Samen des Chinesischen Talgbaums (Triadica sebifera) stammt. Es wird auch in geringem Maß von dem Bergtalgbaum (Triadica cochinchinensis) ein ähnliches Fett gewonnen, das allerdings viel weniger Palmitinsäure enthält.
Man unterscheidet das Fett, welches von dem Samenmantel (Arillus) gewonnen wird (Stillingiatalg; pi-ieou, pi-yu, „prima“) und das Öl, welches aus den Samenkernen gepresst, extrahiert wird (Stillingiaöl; ting-yu). Die Frucht besteht aus 27–33 % Samenmantel, 36–41 % Schale und 29–35 % Samenkern. Der ganze Samen enthält ca. 27–37 % Fett und ca. 27–33 % Öl. Wobei der äußere Samenmantel 55–78 % Fett enthält, der innere Kern enthält 53–64 % Öl. Es wird jedoch auch der ganze Samen verpresst, wodurch sich dann das stark trocknende Kernöl (Stillingiaöl) dem „Talg“ beimischt. Das Gemisch (mou-ieou, mu-yu, „secunda“) führt ebenfalls die Bezeichnung Stillingiatalg.
Der „Talg“ kann durch Wasserdampf oder Lösemittelextraktion gewonnen werden. Das Öl wird durch Lösemittelextraktion oder Pressen erhalten. Der „Talg“ ist geruchlos, das Öl riecht unangenehm nach Schweinefett, ähnlich wie helles Tungöl.
Der „Talg“ wird zu Kerzen und Seifen verarbeitet, auch wird er als Emulgator und zur Imprägnierung von Textilien verwendet, sowie in Druckerschwärze. Der „Talg“ ist essbar, er wird in China darum auch als Nahrungsmittel verwendet, er wurde auch als Brennstoff benutzt. Das Öl wird zu medizinischen Zwecken genutzt u. a. als Brech- oder Wurmmittel, es kann auch als Brennstoff und in Farben und Lacken verwendet werden.
Die Triglyceride des Stillingiatalgs setzen sich zu über 60 % aus Estern der Palmitinsäure zusammen, dies ist einer der höchsten Konzentration die in Pflanzenlipiden vorkommt. Demgegenüber bestehen die Triglyceride des Stillingiaölls überwiegend aus Estern mit der Linol- und Linolensäure. Speziell im Stillingiaöl ist das Vorkommen von Tetraestern; Triglycerid-estoliden, hier ist an einem Fettsäurerest des Triglycerids ein C18-Estolid, das durch die Veresterung der ω-Hydroxygruppe der 8-Hydroxy-5,6-octadiensäure mit der Stillingiasäure entsteht.

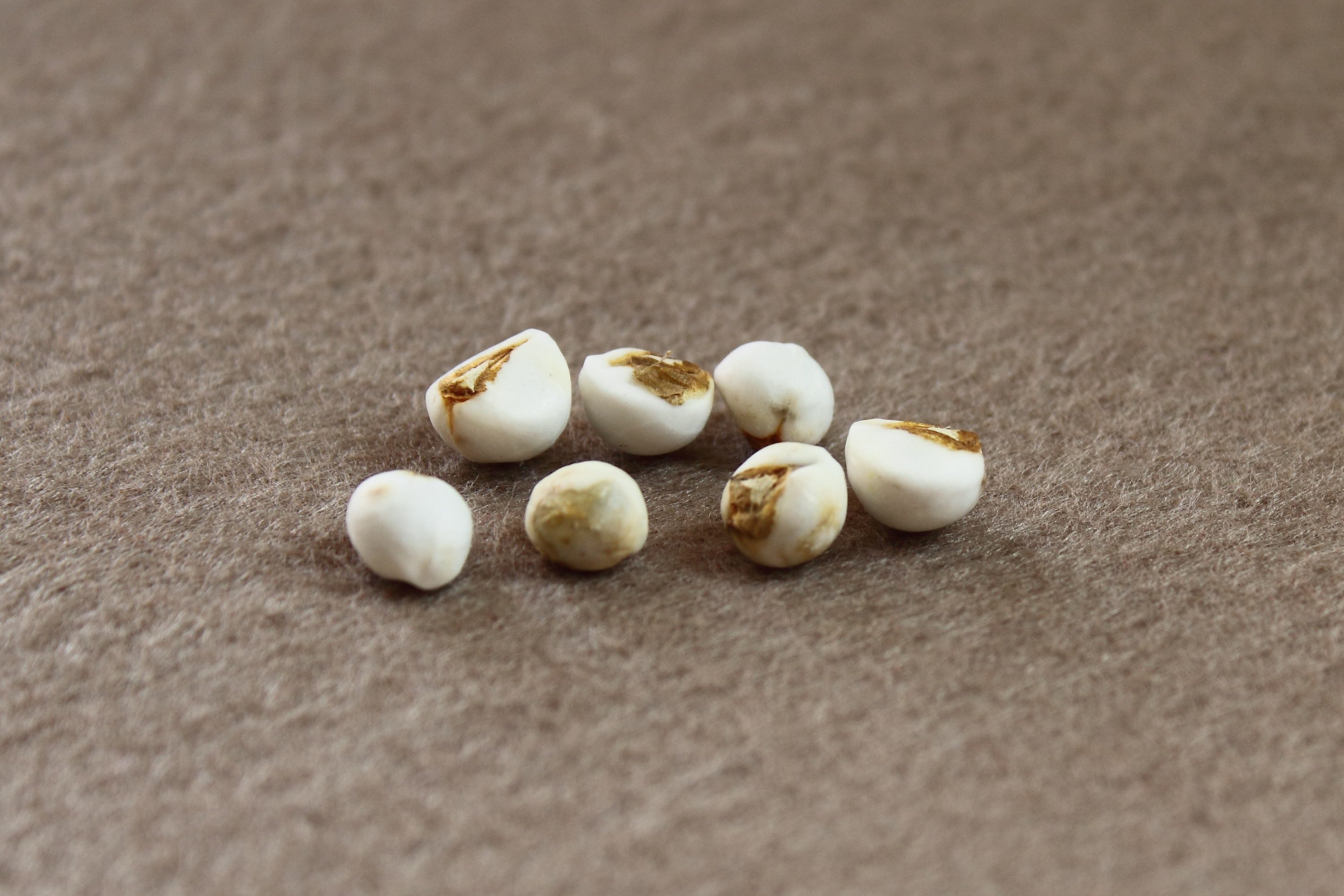
Samenkerne mit weißlichem Arillus von Triadica sebifera
Allgemeine chemische Struktur von Fetten, wie Stillingiaöl (R1, R2 und R3 sind Alkyl- oder Alkenylreste mit einer meist ungeraden Anzahl von Kohlenstoffatomen): Triester des Glycerins